# Ogdensburg (Nova Jérsei)
Ogdensburg é um distrito localizado no estado americano de Nova Jérsei, no Condado de Sussex.

## Demografia
Segundo o censo americano de 2000, a sua população era de 2638 habitantes.
Em 2006, foi estimada uma população de 2623, um decréscimo de 15 (-0.6%).

## Geografia
De acordo com o United States Census Bureau tem uma área de
5,9 km², dos quais 5,9 km² cobertos por terra e 0,0 km² cobertos por água.

## Localidades na vizinhança
O diagrama seguinte representa as localidades num raio de 16 km ao redor de Ogdensburg.